# Лига Русије у рагбију тринаест
Лига Русије у рагбију тринаест (рус. Чемпионат России по регбилиг) је први ниво домаћег, клупског такмичења у рагбију 13 у Русији. Ово је полупрофесионална рагби лига.
Такмичењем руководи рагби 13 федерација Русије, а учествује укупно шест рагби 13 клубова из Руске федерације.
Прослављени, српски рагби репрезентативци Далибор Вукановић и Сони Радовановић су професионално играли рагби 13 у руској рагби лиги.
Професионални, руски рагби 13 клубови су се такмичили и у Купу изазивача. Ипак, руски рагби 13 клубови тешко налазе спонзоре.

## Историја
Руси су почели да играју рагби 13 крајем двадесетог века.
Москва и Казањ, су центри руског рагбија 13.
Прва сезона руске рагби лиге је одржана 1991. Енглези су помагали да се рагби 13 развије у Русији.
У најтрофејније руске рагби 13 клубове, убрајају се Стрела Казан и Локомотива Москва, који су освојили највише титула, а учествовали су и у Купу изазивача.
Председник рагби 13 федерације Русије је господин Александар Еремин. Рагби 13 репрезентација Русије је учесник Светског првенства у рагбију тринаест и Европског првенства у рагбију тринаест Б.
Данас у Русији има око 2 000 регистрованих играча рагбија 13.

### Списак шампиона Русије у рагбију 13
- 1990. Москва
- 1991. Москва
- 1992. Золис Тираспољ
- 1993. Локомотива Москва
- 1994. Москва
- 1995. Стрела Казан
- 1998. Стрела Казан
- 1999. Стрела Казан
- 2000. Локомотива Москва
- 2001. Локомотива Москва
- 2002. Локомотива Москва
- 2003. Локомотива Москва
- 2004. Локомотива Москва
- 2005. Локомотива Москва
- 2006. Локомотива Москва
- 2007. Локомотива Москва
- 2008. Локомотива Москва
- 2009. Локомотива Москва
- 2013. Вереја Москва
- 2014. Локомотива Москва
- 2015. Вереја Москва
- 2017. ЦСКА Москва

### Табела шампиона Руске Федерације у рагбију 13
- Локомотива Москва - 12 титула шампиона Русије у рагбију 13
- Стрела Казањ - 3
- Москва - 3
- Вереја - 2
- Золис Тираспољ -1
- ЦСКА Москва - 1

## Тимови учесници
- Стрела Казан
- Локомотива Москва
- Вереја Москва
- Кристал Москва
- Космос Москва
- Легион Каркив

Испод руске рагби лиге, су ниже руске лиге у рагбију тринаест, где су тимови подељени у конференције, северну, јужну и централну.